# Женская сборная Казахстана по мини-футболу
Женская национальная сборная Казахстана по мини-футболу — женская национальная команда, представляющая Казахстан на международных турнирах по мини-футболу. С 2002 года член УЕФА, ранее член АФК.

## История
В 2018 году женская сборная Казахстана приняла участие в первой квалификации женского Чемпионата Европы по мини-футболу.

## Главные тренеры
По состоянию на 20 сентября 2018.

## Статистика матчей
Ниже приведена статистика выступлений национальной команды Казахстана против сборных команд других стран. Данные откорректированы по состоянию на 20 сентября 2018 года.
| Страна     | И | В | Н | П | Мячи | ±   |
| ---------- | - | - | - | - | ---- | --- |
| Белоруссия | 1 | 0 | 0 | 1 | 0-8  | -8  |
| Венгрия    | 1 | 0 | 0 | 1 | 4-8  | -4  |
| Украина    | 1 | 0 | 0 | 1 | 0-7  | -7  |
| Итого:     | 3 | 0 | 0 | 3 | 4-23 | -19 |

## Турнирные достижения

### Женский чемпионат мира по мини-футболу
- С 2010 — по 2015 — не участвовала

### Чемпионат Европы по мини-футболу среди женщин
- 2019 — не квалифицировались